# 謝枢泗
謝枢泗（しゃすうし、1886年10月31日 - 1972年12月27日）あるいは官名のクン・ニパットチラナコーン (ขุนนิพัทธจิระนคร) で知られる人物は客家の実業家。タイ南部の鉄道の施設権をタイ国鉄から取得し施設、また病院、道路、学校等のインフラの整備を積極的に行い、タイ南部の経済の基礎を作った。またハートヤイの町を建設した。

## 伝記
広東省梅県周渓郷出身。南宋時代に文天祥がモンゴル帝国の侵入に対して勤王挙兵した際に、一族を率いて文天祥に同盟しモンゴル勢力から梅州を奪還した謝撲六の子孫と伝えられる。
1904年、19歳の時に運賃5ドルの日本船で渡タイする。父の教え子が経営していた徳興泰ウィスキー商会に入社し働いていたが、1909年にラーマ5世がペッチャブリー以南への鉄道の施設を発表すると、その施設作業の管理役として登用された。
その後ナコーンシータンマラート県からパッターニー県への鉄道敷設権を落札した。これは以前バーリ＝ジャッカー商会（Berli-Jucker Company）が施設を行ったが、労働者がマラリア等の疫病で倒れ施設を放棄した路線だった。そのため、謝枢泗はイタリア人技師一人とタイ人技師2人を雇い入れ、綿密な計画をもって工事に臨んだ。
施設の建設は完了したもののウータパオにあった鉄道の分岐地点（現在のハートヤイ郡）が洪水の被害を受けやすいことに気がつき、施設部分をコークサメットチュン村（現在のハートヤイ市街地）に変更した。この後、1912年に鉄道分岐点の近くの土地をわずか4世帯しかなかったコークサメットチュン村から8ヘクタールを購入し、みずぼらしい簡易住宅を建設した。これが現在のハートヤイの始まりである。
この後、謝枢泗はパッターニー市の都市計画を元にこのコークサメットチュンを開発し「謝枢泗路」と呼ばれる道路を多数建設しているが、これは後にラーマ7世によって、謝枢泗のタイ語の官名であるニパットチラナコーン通りに名称を改めた。1924年にはハートヤイ駅が開業、これらの鉄道施設者としての功績により謝枢泗は莫大な利益を蓄えた。
1930年代には官名であるクン・ニパットチラナコーンと言う名称をルワン・ピブーンソンクラームから与えられている。
第二次世界大戦中は不足していた自動車用石油の代用品として、ラテックス性の油を開発し販売に成功。マレー半島全域に行き渡るほどの供給を確保して、大きな富を蓄えた。
晩年はこれらの実業家として蓄えた富を元に地元に多大な寄付を行っている。特にチラナコーン・スタジアムはその代表的な寄付として有名である。
1972年に謝枢泗は自宅で息を引き取ったが、その11人の子供はタイ国籍を取得し、チラナコーンの姓を名乗った。彼らが創設したチラナコーン家は地元ハートヤイの名家として知られている。